# Альфонсо, Лорен
Лорен Берто Альфонсо Домингес (азерб. Loren Berto Alfonso Domingez; род. 28 мая 1995, Куба) — азербайджанский боксёр-любитель кубинского происхождения, выступающий в полутяжёлой и в первой тяжёлой весовых категориях. Серебряный призёр Олимпийских игр 2024 года, бронзовый призёр Олимпийских игр 2020 года, чемпион мира (2021), серебряный призёр чемпионата мира (2023), чемпион Европейских игр (2019), бронзовый призёр чемпионата Европы (2024), многократный победитель и призёр международных и национальных турниров в любителях.

## Биография
Лорен Альфонсо Домингес родился 28 мая 1995 года на Кубе. Вырос в бедной семье.

## Любительская карьера
У себя на Родине Домингес был третьим номером, и то лишь потому, что спортсмен, который считался номером два, больше участвовал в соревнованиях. Однако Домингес ни разу не проиграл ему в боях.
В январе 2017 года Альфонсо Домингес принял участие в чемпионате Азербайджана, однако его выступление обернулось скандалом и в результате Домингес не сумел даже выйти в финал, где выступили Рауф Рагимов и Эльдар Гулиев. Тем не менее, после того, как выступающий в весовой категории до 81 кг олимпийский призёр и победитель Европейских игр 2015 Теймур Мамедов завершил карьеру, его место в сборной никто не занял. В ноябре 2018 года кубинец Альфонсо Домингес был привлечён в сборную Азербайджана и стал выступать за клуб «Габала».
Свой переход в сборную Азербайджана Домингес объяснил тем, что на Кубе очень высокая конкуренция. В своём интервью он заявил:
На соревнования тебя возьмут, только если ты номер один. Второй, третий номера в команде остаются за бортом. Но даже вторым и третьим стать на Кубе не каждому под силу. По этой причине не только мне, но и многим сильным боксерам приходится покидать Остров Свободы…
По словам Домингеса, его переходу также способствовала относительно высокая зарплата боксёров в Азербайджане по сравнению с Кубой.
В апреле 2019 году Домингес стал серебряным призёром традиционного международного турнира по боксу «Великий шелковый путь», который прошёл в Баку.
В 2019 году Домингес стал победителем II Европейских игр в Минске. В 1/16 финала он выиграл у Степана Грекула из Украины со счётом 3:0. В 1/8 финала победил Михаила Даугалиавеца из Белоруссии, а в четвертьфинале — бельгийца Зиада Эль Мохора со счётом 5:0. Победив в полуфинале итальянца Симоне Фьоре со счётом 4:1, Лорен Альфонсо Домингес вышел в финал Европейских игр. В финале Домингес одержал победу над Бенджамином Уиттакерем из Великобритании со счетом 3:2 и завоевал золотую медаль.

### 2021 год

#### Олимпийские игры 2020 года
На Олимпийских играх в Токио, которые проходили летом 2021 года, азербайджанский спортсмен в весовой категории до 81 кг сумел дойти до полуфинала. По ходу соревнования выбив из борьбы спортсмена из Узбекистана Дилшодбека Рузметова, из Турции Байрама Малкана. В полуфинале уступил кубинцу Арлену Лопесу, завоевав бронзовую медаль Олимпийских игр.
12 августа 2021 года за высокие достижения на XXXII Летних Олимпийских играх в Токио и заслуги в развитии азербайджанского спорта награждён Орденом «За службу Отечеству III степени».

#### Чемпионат мира 2021 года
В конце октября — в начале ноября 2021 года в Белграде (Сербия), стал чемпионом мира в категории до 86 кг. Где в финале по очкам в конкурентном бою победил опытного бразильца Кено Машадо.

### 2023—2024 годы
В апреле 2024 года, в Белграде (Сербия) стал бронзовым призёром чемпионата Европы, где он в четвертьфинале по очкам со счётом 5:2 победил израильтянина Яна Зака, но в полуфинале по очкам проиграл армянину Нареку Манасяну.
В начале июня 2024 года на II Мировом олимпийском квалификационном турнире в Бангкоке Лорен Альфонсо Домингес завоевал лицензию на Олимпиаду 2024 (весовая категория до 92 кг) благодаря выходу в полуфинал турнира.
На Олимпиаде в Париже Альфонсо удалось дойти по полуфинала, одолев за турнир в том числе и действующего олимпийского чемпиона кубинца Хулио Сесар Ла Круса. В полуфинале Альфонсо уступил Лазизбеку Муллажонову из Узбекистана, став первым азербайджанским боксёром, выигравшим медали двух Олимпийских игр. Тем не менее за свой финальный бой Лорен Альфонсо был подвергнут критике со стороны спортивных обозревателей.
Распоряжением президента Азербайджанской Республики Ильхама Алиева от 13 августа 2024 года Лорен Альфонсо за высокие достижения на XXXIII Летних Олимпийских играх в Париже и заслуги в развитии азербайджанского спорта был награждён орденом «За службу Отечеству II степени».

## Личная жизнь
В октябре 2021 года заключил брак с азербайджанской девушкой по имени Нигяр, работавшей в одном из банков Баку.
Помимо бокса Домингес увлекается музыкой и пением.